# 大瀧渓太
大瀧 渓太（おおたき けいた、1996年7月2日  - ）は、日本のアイドル、料理研究家、経営者。ボーイズグループ・若ET KISS、POP CLOVERのメンバー。KISS Promotion代表。
愛知県出身。名古屋学芸大学卒。2016年にNS☆BOYS(エヌエスボーイズ)の新メンバーとして芸能活動を開始。その後、2017年3月に名古屋わかもの会議プロデュースの男性アイドルグループ若ET KISS(ジャケットキス)の初期メンバーとなり、2021年より後続グループであるPOP CLOVER(Pop Clover)に所属となった。メンバーカラーはピンク、ラビットピンク。グループ内では、ステージのパフォーマンスだけではなく料理のレシピを考案するなどクッキングアイドルとして活動している。

## 略歴
2019年、食生活アドバイザー検定に合格。
2020年7月よりクックパッド、楽天レシピへのレシピ投稿を開始。
2021年2月、ライブ配信アプリBIGO LIVEの専属配信者に就任。
2023年1月より平日の朝に配信されるKISS Promotionスタッフラジオ番組すたらじが配信開始。ラジオパーソナリティを務める。
2023年12月9日、高浜市の生活便利館Tぽーとにて開催されたフードドライブの文房具版スタディドライブをPRするスタディドライブPR隊としてイベントに参加。

## 出演

### イベント
※主な出演イベントのみ記載
- お仕事体験-わくわくワーク-（2021年12月4日、高浜市Tぽーと1階イベントホール）[16]
- キッチンカーPop にぎにぎ（2022年9月24-25日、オアシス21）[17]
- 月2(ゲッツ)（2022年10月-12月、長者町raBBit）[18]
- スタディドライブ（2023年12月9日、Tぽーと）[19]

### ラジオ
- 若ET KISSのDREAM SKY（2018年1月-6月、愛知北エフエム放送) [20]
- Pitch DOUBLE DECKER（2018年10月-11月、2019年1月、Pitch FM) [21]
- テラコン田中の犬山LOVEプロジェクト[22]（2021年11月-12月、愛知北エフエム放送) [23]
- カナメヤのキャンパスジャックラジオ（2023年5月、MID-FM) [24]

### その他
- わらしべ長者（2017年12月、クママックスTV)[25]

- 噂のメンズアイドル「若ET KISS」登場！（2018年5月、バラエティ番組 みゅーちゃん)[26]

## 書籍
- 楽遊boys Pass Vol.2（2019年11月、楽遊BOYS編集部）

- 楽遊boys Pass Vol.3（2020年02月、楽遊BOYS編集部）